# Энцефаляртос немногозубчатый
Энцефаляртос немногозубчатый (лат. Encephalartos paucidentatus) — вечнозелёное древовидное растение рода Энцефаляртос (Encephalartos).

## Описание
Ствол 6 м высотой, 40-70 см диаметром. Листья длиной 150-250 см, тёмно-зелёные, очень блестящие; хребет желтоватый, прямой, жёсткий; черенок прямой, без колючек. Листовые фрагменты ланцетные; средние - 15-25 см длиной, 20-35 мм в ширину. Пыльцевые шишки 1-5, яйцевидные, жёлтые, длиной 40-60 см, 12-15 см диаметром. Семенные шишки 1-5, яйцевидные, жёлтые, длиной 35-50 см, 20-25 см диаметром. Семена продолговатые, длиной 30-35 мм, шириной 18-20 мм, саркотеста красная.

## Распространение
Вид распространён в ЮАР (Мпумаланга) и Эсватини. Растёт на высотах от 1000 до 1500 м над уровнем моря. Этот вид встречается редко на крутых, часто скалистых склонах в мелколесье и горных кустах. Растения растут в основном между деревьями рядом с потоками воды в глубоких ущельях.

## Взаимодействие с человеком
Дикие популяции пострадали как от деятельности незаконных коллекционеров, так и от программы облесения в этом районе. Популяции произрастают в Songimvelo Nature Reserve, Malolotja Nature Reserve, Ida Doyer Nature Reserve. Также рядом с сельскими общинами были созданы питомники для E. paucidentatus.